# Vinko Puljić
Vinko Puljić (Priječani, 8. rujna 1945.) je hrvatski prelat Katoličke Crkve i kardinal koji je služio kao nadbiskup vrhbosanski od 1991. do 2022. godine.

## Životopis

### Školovanje i svećeništvo
Vinko Puljić rođen je 8. rujna 1945. u mjestu Priječani pored Banja Luke kao dvanesto od trinaestero djece Ivana i Kaje Puljić. 
Vinka je krstio fra Jozo Loparević, 9. rujna 1945. u crkvi sv. Ante Padovanskog u banjolučkom naselju Petrićevac. Majka Kaja umrla je 1948. godine kad je Vinko imao tri godine. Njegov se otac ponovno ženi za Anu Jurić, 1949. godine, s kojom je imao još osmero djece.
U rodnom mjestu završava osnovnu školu u tadašnjem obližnjem nacionaliziranom trapističkom samostanu Marija Zvijezda, a u jesen 1961. odlazi u Međubiskupijsko dječačko sjemenište na Šalati u Zagrebu gdje pohađa Nadbiskupsku klasičnu gimnaziju. Tamo je završio prva dva razreda srednje škole, a treći i četvrti razred u Sjemeništu u Đakovu. U Đakovu je završio teološki studij na Visokoj bogoslovskoj školi. Đakovački biskup Stjepan Bäuerlein zaredio ga je za svećenika banjalučke biskupije, 29. lipnja 1970., u đakovačkoj katedrali.
Nakon svećeničkog ređenja tri je godine službovao kao župni vikar u Banjoj Luci, a zatim nekoliko mjeseci kao župnik u župi Rođenja Blažene Djevice Marije u Sasini kod Sanskog Mosta. Nakon toga je imenovan, 1973., župnikom u župi Svetoga Ivana Krstitelja Ravska kod Ljubije. Na toj službi ostaje narednih pet godina. Od ljeta 1978. bio je duhovnik sjemeništaraca u Nadbiskupskom sjemeništu „Zmajević” u Zadru. Na toj službi ostaje devet godina. Banjalučki biskup Alfred Pichler, 1988., imenuje ga župnikom župe Svetoga Roka u Bosanskoj Gradišci gdje ostaje nepune dvije godine. U jesen 1990. postavljen je za vicerektora u Vrhbosanskom bogoslovnom sjemeništu, gdje ostaje samo dva mjeseca.

### Biskupstvo i kardinalat
Papa Ivan Pavao II. imenovao ga je 7. prosinca 1990. nadbiskupom metropolitom vrhbosanskim. Za biskupa ga je zaredio papa Ivan Pavao II. u Rimu, 6. siječnja 1991. godine. Ustoličen je u sarajevskoj katedrali, 19. siječnja 1991. godine. Za geslo je uzeo riječi „Po Mariji u vjeri, nadi i ljubavi”. Nedugo nakon imenovanja u Bosni i Hercegovini je započeo rat. Tijekom rata u Bosni i Hercegovini nije napuštao svoje biskupsko sjedište u Sarajevu, osim kada bi pastoralno obilazio vjernike u nadbiskupiji.
Dana 30. listopada 1994. imenovan je kardinalom. Ivan Pavao II. uvrstio ga je u Zbor kardinala na konzistoriju održanom 26. studenog iste godine. Dodijeljena mu je naslovna crkva svete Klare (tal. Santa Chiara a Vigna Clara).
Kao jedan od kardinala izbornika sudjelovao je na konklavama 2005. i 2013., kada je za nasljednika Ivana Pavla II. (2005.) izabran Benedikt XVI., a za njegova nasljednika papa Franjo (2013.).
Vodio je pripreme za doček pape Ivana Pavla II. u opkoljenom Sarajevu na blagdan Rođenja Blažene Djevice Marije, 8. rujna 1994., ali je dolazak bio onemogućen. Papa je Sarajevo posjetio 12. i 13. travnja 1997. godine.
U siječnju 1995. godine, bio je izabran za prvog predsjednika Biskupske konferencije Bosne i Hercegovine. Tu službu je obavljao u tri navrata: od 1995. do 2002., od 2005. do 2010. te od 2015. do 2022. godine. Također, obnašao je i službu predsjednika Caritasa Bosne i Hercegovine.
Za vrijeme njegovog biskupovanja utemeljeno je više katoličkih školskih centara te ponovno pokrenuto Nadbiskupsko sjemenište. Također, Vrhbosanska katolička teologija je 2009. godine uzdignuta na razinu Katoličkog bogoslovnog fakulteta te je od 2013. godine postao punopravna članica Univerziteta u Sarajevu. U srpnju 1997. bio je jedan od osnivača Međureligijskog vijeća Bosne i Hercegovine te je u nekoliko navrata bio i predsjednik spomenutog Vijeća. Godine 2002. ponovno je pokrenuo izdavanje Katoličkog tjednika, a 2006. je utemeljio Medijski centar Vrhbosanske nadbiskupije.
Od 2006. godine bio je član Povjerenstva za ispitivanje Marijanih ukazanja koje je pod nazivom „Međunarodno istražno povjerenstvo o Međugorju” osnovano 17. ožujka 2010. godine.
Dana 29. siječnja 2022. godine papa Franjo prihvatio je njegovo odreknuće upravljanja nadbiskupijom te ga je na čelu Vrhbosanske nadbiskupije naslijedio Tomo Vukšić.
Sudionik je Konklave 2013. i 2025. godine na kojima su izabrani papa Franjo i Lav XIV.

## Svjetonazori
Govoreći na Biskupskoj sinodi 2004. godine kardinal Puljić se požalio kako su navodna ukazanja u Međugorju postala izvor podjele u Crkvi.
Godine 2012. kardinal Puljić upozorio je na širenje vehabizma u jugoistočnoj Europi, posebno u Bosni i Hercegovini, navodeći da državne vlasti nisu u stanju to spriječiti. Istovremeno je upozorio na diskriminaciju katolika u bosanskohercegovačkom društvu zahtijevajući jednako postupanje prema katolicima u zapošljavanju, obrazovanju i drugim područjima. Stav kardinala Puljića o odnosu s muslimanima, kao i pravoslavnima, Židovima i svima drugima je da dijalog nema alternativu, što je dokazao svojim konstantnim i aktivnim djelovanjem u Međureligijskom vijeću u Bosni i Hercegovini.
Puljić je u svibnju 2016. izrekao kontroverznu izjavu koja je izazvala reakcije medija i javnosti. U propovijedi u Zadru pozvao je žene da ne ulaze u seksualne odnose prije braka kako time ne bi postale »štrace«; ta je riječ izazvala negativne reakcije, osobito od udruga protiv diskriminacije žena. Kardinal je kasnije izjavio da su njegove riječi izvađene iz konteksta, ali je priznao da je riječ koju je upotrijebio bila pregruba.

## Počasti

### Odlikovanja
- Velered kralja Dmitra Zvonimira s lentom i Danicom (2022.)[1]

### Doktorati
- Počasni doktorat iz humanističkih znanosti, državno sveučilište Grand Valley u Grand Rapidsu u Michiganu (1995.).[1]
- Počasni doktorat , katoličko sveučilište Santa Maria, Arequipa, Peru (2001.).[1]

### Nagrade
- Međunarodna mirovna nagrada „Perdonanza” (Opraštanje), grad L'Aquila (2002.)[1]
- Povelja udruge „Mare nostrum croaticum”, za poseban doprinos u očuvanju hrvatskih duhovnih i kulturnih vrijednosti (2011.)[1]
- Priznanje Europskog pokreta u Bosni i Hercegovini, za razvoj tolerancije i kulture međureligijskog dijaloga (2012.)[1]
- Plaketa Sarajevske županije, za izuzetan doprinos u očuvanju mira, porukama tolerancije i višedesetljetnog zalaganja za dijalog te uspjehe u međureligijskom, kulturnom i humanitarnom djelovanju na području Sarajevske županije i Bosne i Hercegovine (2022.)[9]

### Knjige
- „Kronika kardinala Vinka Puljića nadbiskupa Vrhbosanske nadbiskupije 1-3, Vjera, nada, ljubav” (Sarajevo, 2018.)
- Zbornik radova „Vrhbosanska mjesna Crkva i njezin kardinal” (Sarajevo, 2020.).

## Djela
- „O stradanjima s nadom: misli - stajališta - poruke” (Sarajevo, 1994)
  - „Suffering with Hope : appeals, addresses, interviews” (Zagreb, 1995)
- „O stradanjima s nadom II: misli - stajališta - poruke” (Sarajevo, 1997)
- „Križni put” (Zagreb, 1997)
- „Non cancellate l'uomo: un grido di speranza da Sarajevo” (Rim, 1997)
- „Per amore dell'uomo: testimono di pace a Sarajevo” (Rim, 1999)
- „Ne trnite svjetla: izbor iz propovijedi” (Sarajevo, 2005)
- „Kardinal od Vrhbosne Vinko Puljić” (Zagreb, 2010)
- „Pisma Sv. Pavlu” (Sarajevo, 2012)
- „Pisma Mariji” (Sarajevo, 2012)
- „Moje druge konklave u ožujku 2013.: (dnevnik)” (Sarajevo, 2013)
- „Korita prošlosti i pritoke sadašnjosti: izabrane propovijedi prigodom 25-te obljetnice (1991. – 2016.) biskupskog ređenja Vinka kard. Puljića, nadbiskupa vrhbosanskog” (Sarajevo, 2016)
- „Iz župnikove torbe” (Sarajevo, 2016)
- „Odsjev ljubavi” (Sarajevo, 2017)

### Mrežna sjedišta
- Krešić, Zoran. Otkrivamo tko je tko u Komisiji za istraživanje Gospina ukazanja. www.vecernji.hr. Pristupljeno 12. studenoga 2024.
- Nadbiskup Vinko kardinal Puljić. www.vrhbosanska-nadbiskupija.org. Pristupljeno 12. studenoga 2024.
- Životopis kardinala Vinka Puljića. Informativna katolička agencija. Pristupljeno 12. studenoga 2024.
- Predsjedavajući Skupštine KS Okerić uručio kardinalu Puljiću Plaketu Kantona Sarajevo. KTA BK BiH. Pristupljeno 12. studenoga 2024.

## Vanjske poveznice
Ostali projekti
|  | Zajednički poslužitelj ima još gradiva o temi Vinko Puljić |
|  | Wikizvor ima izvorni tekst Vinko Puljić                    |
|  | Wikicitati imaju zbirke citata o temi Vinko Puljić         |

| Titule u Katoličkoj Crkvi     | Titule u Katoličkoj Crkvi                     | Titule u Katoličkoj Crkvi |
| ----------------------------- | --------------------------------------------- | ------------------------- |
| prethodnik Marko Jozinović    | Nadbiskup vrhbosanski 1991.–2022.             | nasljednik Tomo Vukšić    |
| prethodnik Gordon Joseph Gray | Naslovni kardinal crkve svete Klare 1994.–... | nasljednik –              |